# Артёменко, Владислав Анатольевич
Владислав Анатольевич Артёменко (род. 10 января 2001 года, Кокшетау) — российский регбист, играющий на позиции правого столба (первая линия) в команде «Стрела» и молодёжной сборной.

## Биография
Воспитанник краснодарского регби. В 2020 году игрок отправился на просмотр во французский клуб «Безье Эро», однако из-за пандемии коронавируса пока не может вернуться во Францию и продолжает выступать за «Кубань» (ныне «Богатыри»). Игрок дебютировал за взрослую команду в матче 3-го тура против «Красного Яра», выйдя на замену во втором тайме.. По мнению Валерия Морозова Артёменко является самым перспективным молодым столбом в России.

## Карьера в сборной
Выступал в сборной России не старше 18 лет и сборной не старше 20 лет.